# Trachipterus ishikawae
Trachipterus ishikawae är en fiskart som beskrevs av Jordan och Snyder, 1901. Trachipterus ishikawae ingår i släktet Trachipterus och familjen vågmärsfiskar. Inga underarter finns listade i Catalogue of Life.